# Pandorea
Genre
Classification phylogénétique
Pandorea est un genre de plantes à fleurs de la famille des Bignoniaceae, originaire d'Australie, de Malaisie et de Nouvelle-Calédonie.

## Description
Ce sont des plantes vivaces grimpantes, quelquefois des buissons.
Les feuilles pennées sont dépourvues de vrilles.
Les fleurs tubulaires sont regroupées en thyrses.
Les fruits sont des capsules contenant des graines ailées.
Plantes des pays tropicaux, elles ne supportent pas le gel.

## Principales espèces
Selon The Plant List (consulté le 18 juin 2019) Il existe 9 espèces acceptées, dont 4 se trouvent en Australie et 3 y sont endémiques.
- Pandorea baileyana (Maiden & R.T.Baker) Steenis
- Pandorea doratoxylon (J.M.Black) J.M.Black
- Pandorea floribunda (A.Cunn. ex DC.) Guymer.
- Pandorea jasminoides (Lindl.) K.Schum.
- Pandorea linearis (F.M.Bailey) Guymer
- Pandorea montana (Diels) Steenis
- Pandorea nervosa Steenis
- Pandorea pandorana (Andrews)
- Pandorea stenantha Diels

## Galerie

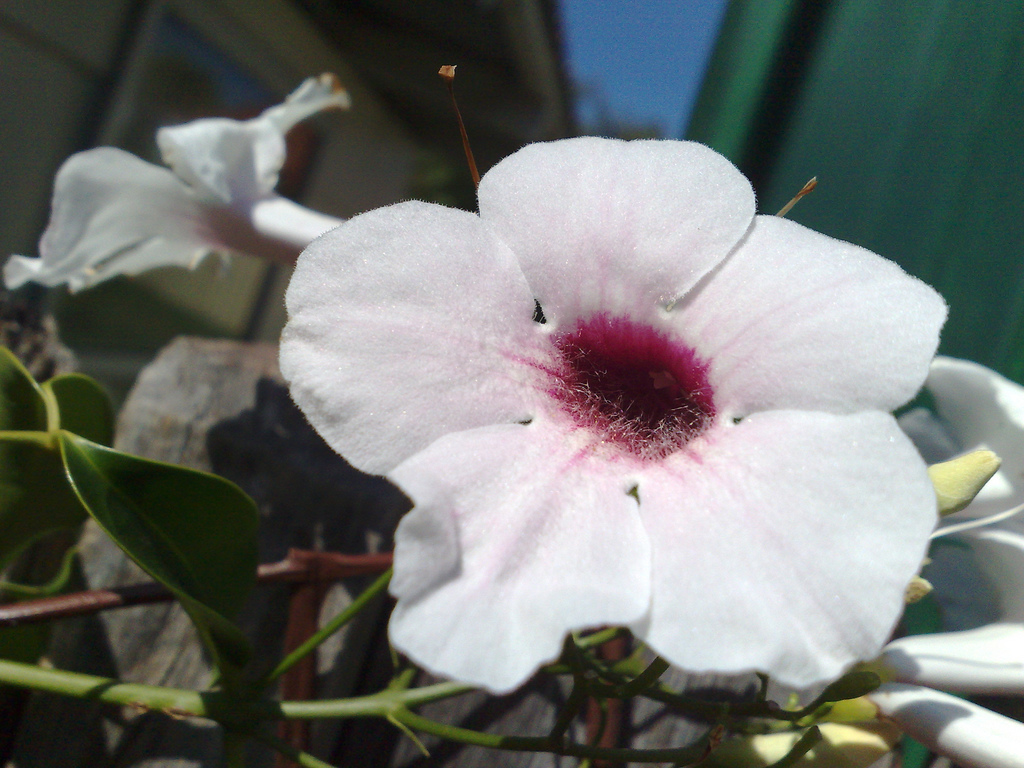
Fleur de P. jasminoides.
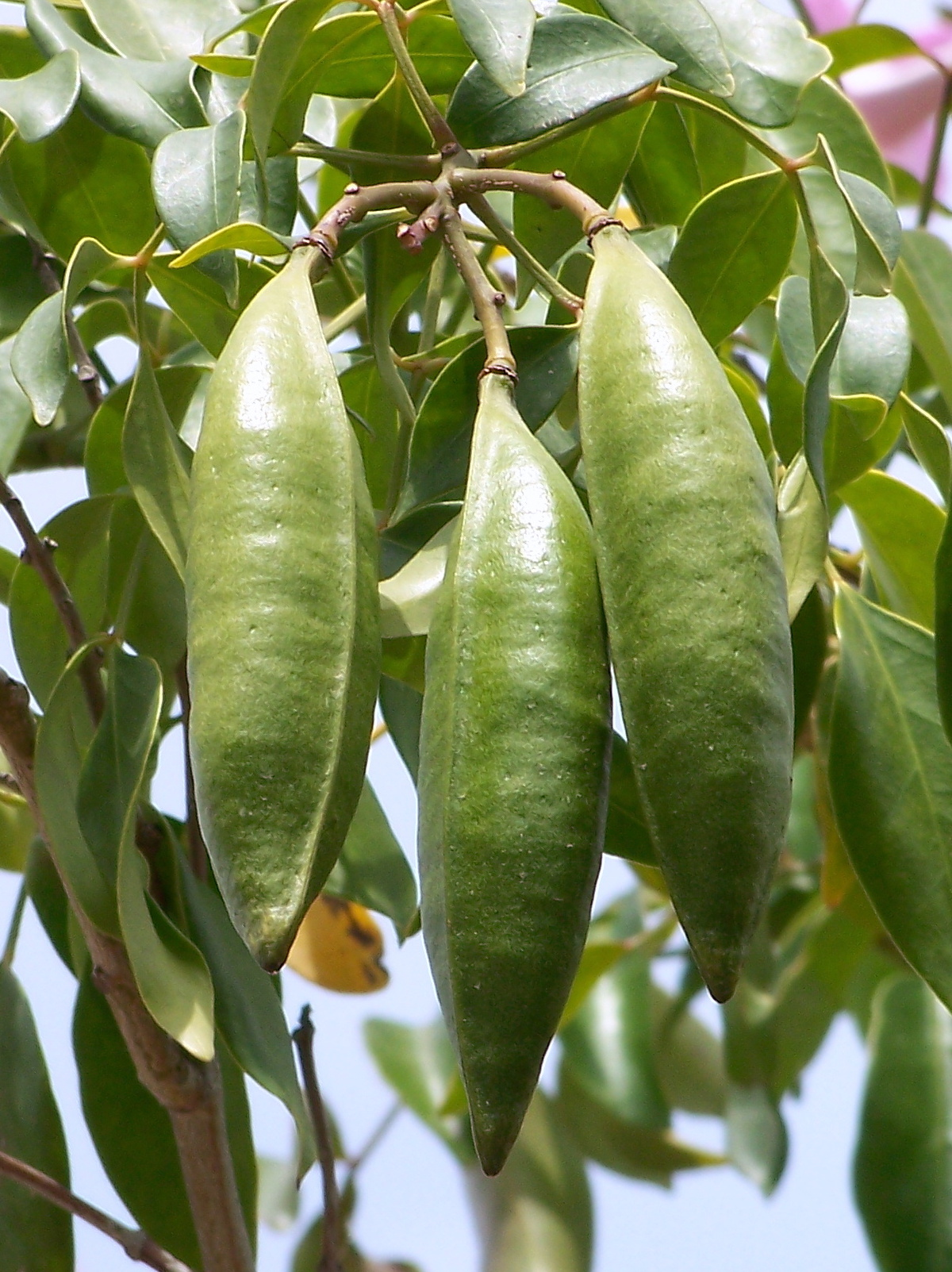
Capsules avant maturation.
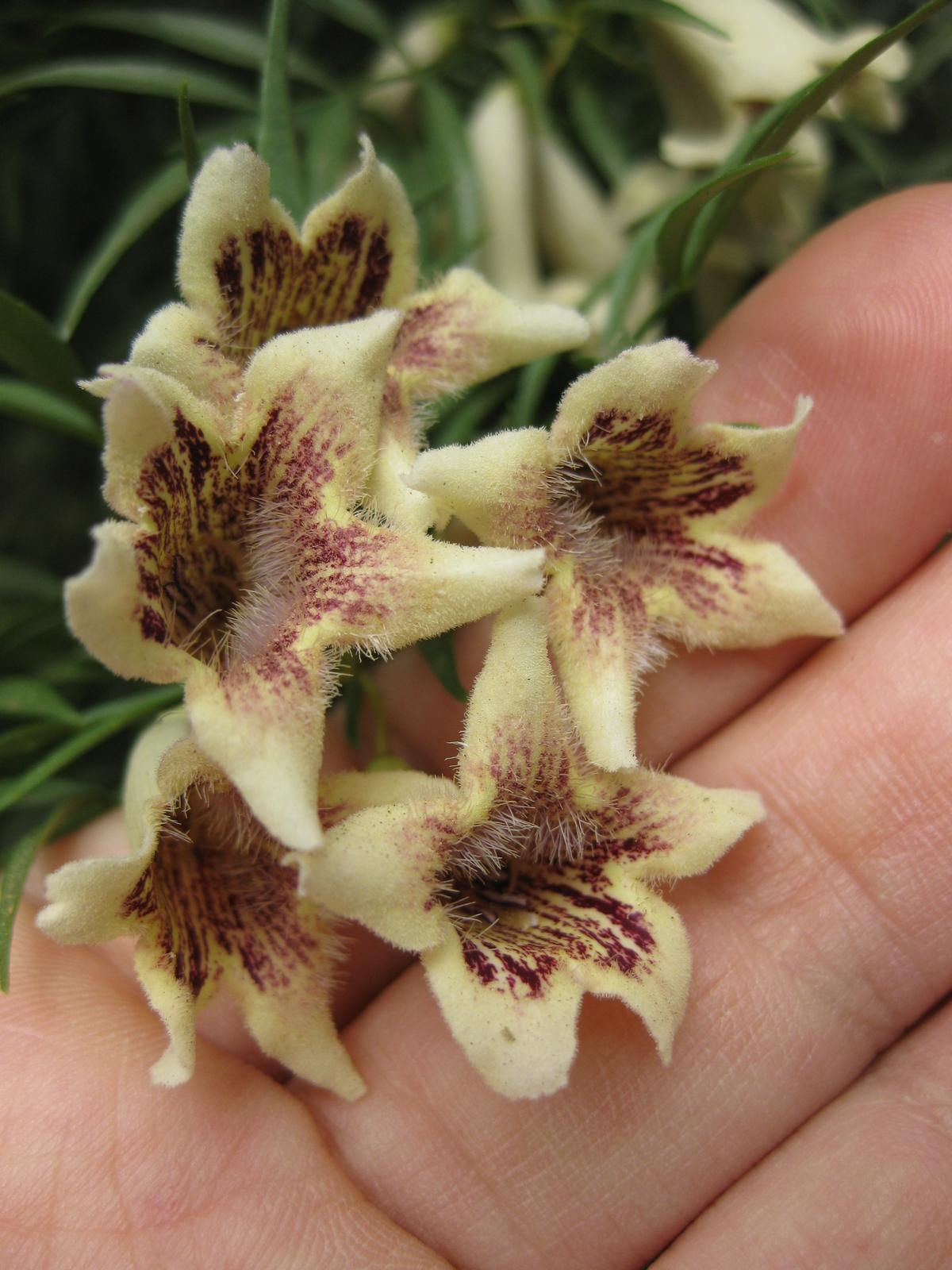
Fleurs de P. doratoxylon.
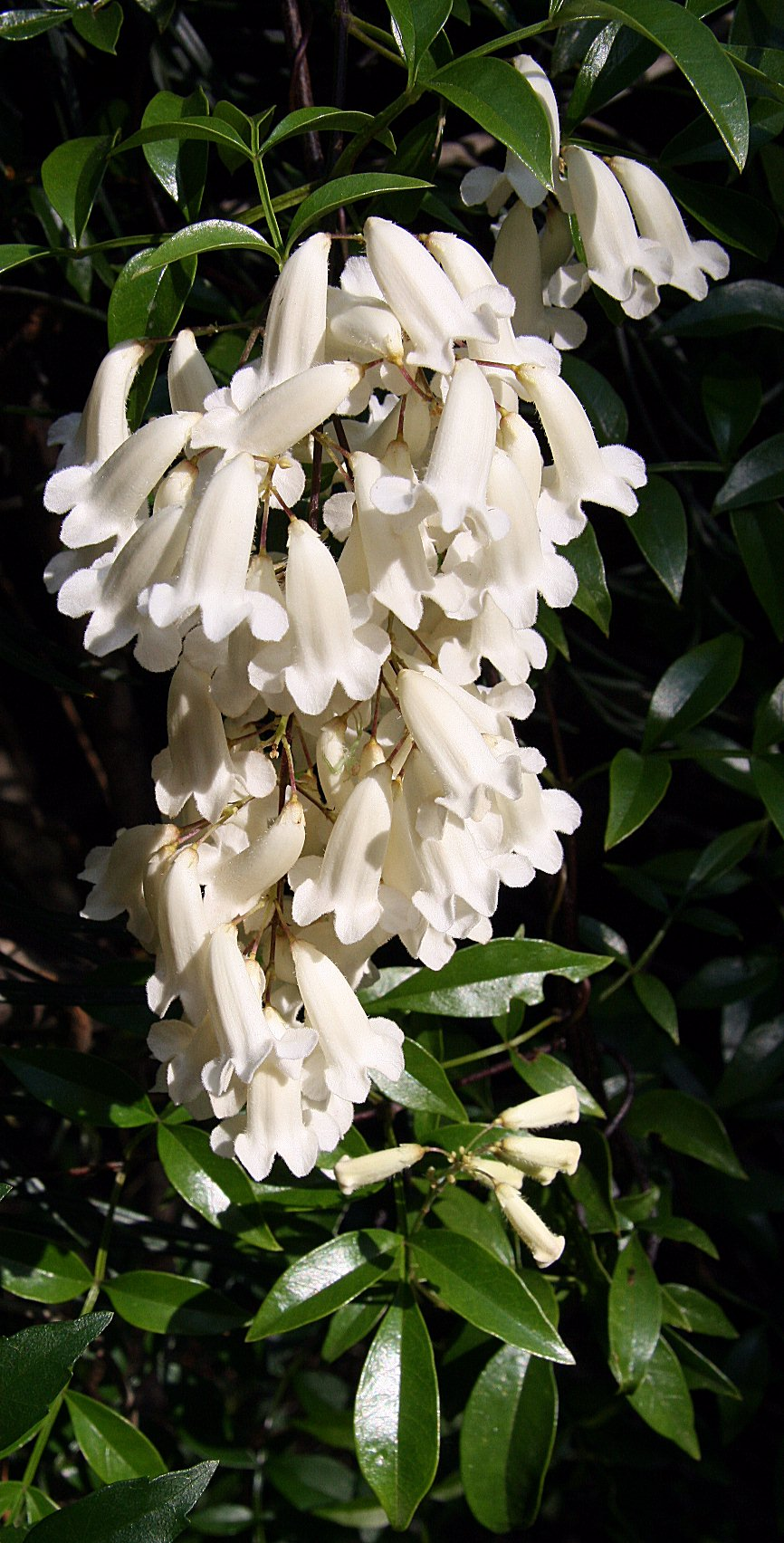
Fleurs en grappe de Pandorea pandorana.